# II. Flak-Korps
Das II. Flak-Korps war ein Großkampfverband der Luftwaffe der Wehrmacht im Zweiten Weltkrieg.

## Geschichte
Der Stab des II. Flak-Korps wurde am 3. Oktober 1939 zum Teil aus der 6. Flieger-Division in Frankfurt am Main aufgestellt. Anschließend verlegte es nach München-Gladbach in den Bereich der Luftflotte 2.
Mit Beginn des Westfeldzuges, war das Korps weiterhin der Luftflotte 2 unterstellt. Neben seiner eigentlichen Aufgabe, der Herstellung des Luftraumschutzes im Bereich der übergeordneten Luftflotte, griff es auch in die Kämpfe an vorderster Front ein, insbesondere bei der 6. Armee. Nach Abschluss der Kampfhandlungen wurde das Korps mit seinen unterstellten Verbänden mit dem Luftraumschutz in den Räumen Ostende, Boulogne, Calais, Gravelines und Dünkirchen betraut. Im März 1941 wurden das Korps nach Berlin verlegt.
Noch vor dem Überfall auf die Sowjetunion wurde es der Luftflotte 4 im Südabschnitt der Ostfront unterstellt. Neben der Herstellung des Luftraumschutzes arbeitet das Korps eng mit der Panzergruppe 1, bei der Bekämpfung feindlicher Panzer, zusammen. Bis Ende September 1941, waren die Verbände des II. Flak-Korps an den Schlachten bei Dubno, Kiew und Uman beteiligt.
Am 30. September 1941 wechselte es im Zuge der Verlegung in den Mittelabschnitt der Ostfront zur Luftflotte 2. Dort nahm es an der Doppelschlacht bei Wjasma und Brjansk, als es die Panzergruppe 4 beim Vormarsch nach Moskau unterstützte. Nach Beginn der sowjetischen Gegenoffensive am 5. Dezember stemmte sich das Korps gegen die Truppen der Roten Armee. Am 10. April erhielt das Korps die neue Bezeichnung 18. Flakdivision.
Neu aufgestellt am 1. November 1943 aus dem III. Luftwaffenfeldkorps, war es der Luftflotte 6 im Mittelabschnitt der Ostfront unterstellt. Nach Beginn der Operation Bagration am 22. Juni 1944, musste es sich weiträumig nach Westen zurückziehen. Im Raum um Warschau konnte es im August 1944 wieder Fuß fassen, als es an der Panzerschlacht vor Warschau teilnahm. Anschließend standen die Verbände des Korps bis Memel an der Ostseeküste verteilt. Im Januar, nach Beginn der sowjetischen Weichsel-Oder-Operation zog sich das Korps bis in den Raum Prenzlau zurück, wo in Boitzenburg, der Korpsgefechtsstand lag. Das Korps war auf die Zusammenarbeit mit der Heeresgruppe Weichsel verpflichtet. Große Teile des Korps kämpften in der Schlacht um die Seelower Höhen mit den Verbänden der 9. Armee zusammen. Weitere Kontingente standen bei der 3. Panzerarmee in Vorpommern zur Verfügung. Vollkommen auf sich gestellt, ohne Verbindung zum Korps, kämpften einige Flakbatterien des Korps bei der Schlacht um Berlin und der letzten Offensive der 12. Armee mit. Nach der bedingungslosen Kapitulation der Wehrmacht löste das Korps sich auf.

## Personen

### Kommandierender General
| Dienstgrad                 | Name          | Datum                             |
| -------------------------- | ------------- | --------------------------------- |
| Generalmajor               | Otto Deßloch  | 3. Oktober 1939 bis 31. März 1942 |
| General der Flakartillerie | Job Odebrecht | 11. Oktober 1943 bis 8. Mai 1945  |

### Chef des Stabes
| Dienstgrad     | Name          | Datum                             |
| -------------- | ------------- | --------------------------------- |
| Oberst         | Georg Neuffer | 3. Oktober 1939 bis 31. März 1941 |
| Oberstleutnant | Claus Jebens  | 16. Juni 1941 bis 31. März 1942   |
| Oberstleutnant | Kurt Hölscher | 24. März 1944 bis 15. August 1944 |
| Oberst         | Kurt Hein     | 15. August 1944 bis 8. Mai 1945   |

### Erster Generalstabsoffizier
| Dienstgrad | Name           | Datum                              |
| ---------- | -------------- | ---------------------------------- |
| Major      | Oskar Vorbrugg | 12. April 1940 bis 16. Juni 1941   |
| Major      | Franz Böhme    | 20. Februar 1942 bis 31. März 1943 |
| Major      | Paul Passlick  | März 1944 bis 8. Juni 1944         |
| Major      | Otto Zupfer    | 8. Juni 1944 bis 1. Januar 1945    |

## Unterstellung
| Unterstellung                  | von               | bis               |
| ------------------------------ | ----------------- | ----------------- |
| Luftflotte 2                   | 3. Oktober 1939   | 3. März 1941      |
| Luftflotte 4                   | 21. Juni 1941     | September 1941    |
| Luftflotte 2                   | September 1941    | 30. November 1941 |
| Oberbefehlshaber der Luftwaffe | 30. November 1941 | 31. März 1942     |
| Luftflotte 6                   | 1. November 1943  | April 1945        |
| Luftwaffenkommando Nordost     | April 1944        | Mai 1945          |

## Unterstellte Verbände
| 10. Mai 1940 | |
| --- | --- |
| 10. Mai 1940 | Flak-Regiment 103 mit I., II. und IV./Regiment GG, I./Flak-Regiment 7 (mot.), II./Flak-Regiment 43 (mot.) |
| 10. Mai 1940 | Flak-Regiment 103 mit I./Flak-Regiment 6, II./Flak-Regiment 26, I./Flak-Regiment 64, Flak-Abteilung 73    |
| 10. Mai 1940 | Flak-Regiment 202 mit I./Flak-Regiment 23, I./Flak-Regiment 37, I./Flak-Regiment 61, Flak-Abteilung 74    |
| 22. Juni 1941 | |
| Stab Flak-Regiment 6 mit I./Flak-Regiment 7, I./Flak-Regiment 24, II./Flak-Regiment 26 leichte Flak-Abteilung 93                                   | |
| Stab Regiment GG mit I. und IV./Regiment GG, II./Flak-Regiment 43, leichte Flak-Abteilung 74, leichte Flak-Abteilung 83, leichte Flak-Abteilung 84 | |
| 1. November 1943 | |
| 10. Flak-Division | |
| 12. Flak-Division | |
| 18. Flak-Division | |
| 1. September 1944 | |
| 12. Flak-Division | |
| 18. Flak-Division | |
| 23. Flak-Division | |
| 10. Flak-Brigade | |
| 11. Flak-Brigade | |